# Impulse Tracker
Impulse Tracker è un programma di tipo tracker usato per creare musica digitale, funzionante su MS-DOS, creato da Jeffrey "Pulse" Lim.

## Descrizione
Il software era stato distribuito come freeware, anche se l'autore ha poi aggiunto alcune capacità in più, come la possibilità di salvare file stereo WAV e l'uso di una modalità network IPX, in cambio di denaro, circa 20 dollari americani. Quando il plugin per salvare i WAV venne piratato pubblicamente, l'autore annunciò che l'aggiornamento del tracker si sarebbe fermato alla versione 2.14.
Ci sono poi state alcune patch rilasciate, e la versione 2.15 è stata sviluppata da terzi. L'interfaccia di Impulse Tracker era molto simile a quella di Scream Tracker 3.0, e difatti aveva anche il supporto alla lettura e al salvataggo dei file di tipo S3M tipici di quel tracker, oltre all'uso del nuovo formato IT. IT era il principale rivale di Fast Tracker.
L'ultima versione del software è la 2.14, rilasciata l'8 aprile 1999.
Vi sono alcuni tracker nuovi che si basano molto sulla struttura di Impulse Tracker:
- Schism Tracker, che clona l'interfaccia di IT e le sue caratteristiche. Funziona sotto Linux, macOS, FreeBSD, AmigaOS4 e MorphOS.
- Cheese Tracker, che funziona sotto Linux e Mac OS X.